# Tris Eliés
Tris Eliés (grec moderne : Τρεις Ελιές, « Trois-Oliviers ») est un village de Chypre de plus de 25 habitants.